# Osvaldo De Micheli
Osvaldo De Micheli (Galatina, 21 settembre 1931) è un giornalista e sceneggiatore italiano.

## Carriera
Giornalista sportivo, collabora con Maurizio Barendson a “Calcio e ciclismo illustrato”. Segue "La dolce vita" di Federico Fellini sul set poi partecipa al lancio pubblicitario del film. Angelo Rizzoli Senior gli affida le direzioni degli uffici stampa e pubblicità della Rizzoli Film e della Cineriz. Successivamente supervisiona il marketing della Penta Film. Nel 1989 il Centro Studi di Cultura, Promozione e Diffusione del Cinema sancisce che con 1316 film “lanciati” ha stabilito un record mondiale. È un giurato del premio David di Donatello e presidente della giuria del premio “Seme della Creatività” per i migliori creativi marketing del cinema.
È attualmente presidente della Demba Group.

## Filmografia
- Ischia operazione amore, regia di Vittorio Sala, distribuzione Cineriz (1966)
- Il rompiballe, regia di Édouard Molinaro, distribuzione Cineriz (1972)
- Come si distrugge la reputazione del più grande agente segreto del mondo, regia di Philippe de Broca, distribuzione Cineriz (1973)
- Tutta una vita, regia di Claude Lelouch, distribuzione Cineriz (1974)
- L'affare della Sezione Speciale, regia di Costa-Gavras, distribuzione Cineriz (1975)
- Chewingum, regia di Biagio Proietti, distribuzione C.I.D.I.F. (1984)
- Puro cashmere, regia di Biagio Proietti, distribuzione 20th Century Fox (1986)